# Frankenthal (Palts)
Frankenthal is een kreisvrije stad in de Duitse deelstaat Rijnland-Palts. De stad telt 48.750 inwoners (31 december 2020) op een oppervlakte van 43,76 km².
Frankenthal werd gesticht door vluchtelingen die voor Alva uitweken o.a. naar de Palts voor een veiliger bestaan.

## Kernen van Frankenthal
- Eppstein
- Flomersheim
- Kernstad Frankenthal
- Mörsch
- Studernheim

## Stedenbanden
- Colombes - Frankrijk
- Sopot - Polen
- Strausberg - Duitsland

## Geboren
- Jacob Marrell (1614–1681), Duits kunstschilder, werkzaam in Nederland
- Franz Nissl (1860–1919), psychiater en neurologisch onderzoeker
- August von Parseval (1861–1942), uitvinder en luchtvaartpionier (Parseval luchtschepen).
- Danny Blum (1991), voetballer
- Heinrich Bürcky (1895-1973), Duitse generaal

## Inwoners
- Petrus Datheen (1531–1588), hofpredikant in Heidelberg: Heidelbergse Catechismus
- Gillis van Coninxloo (1544–1606), Vlaams landschapschilder, voornaamste representant van de Frankenthaler Schule.

## Galerij

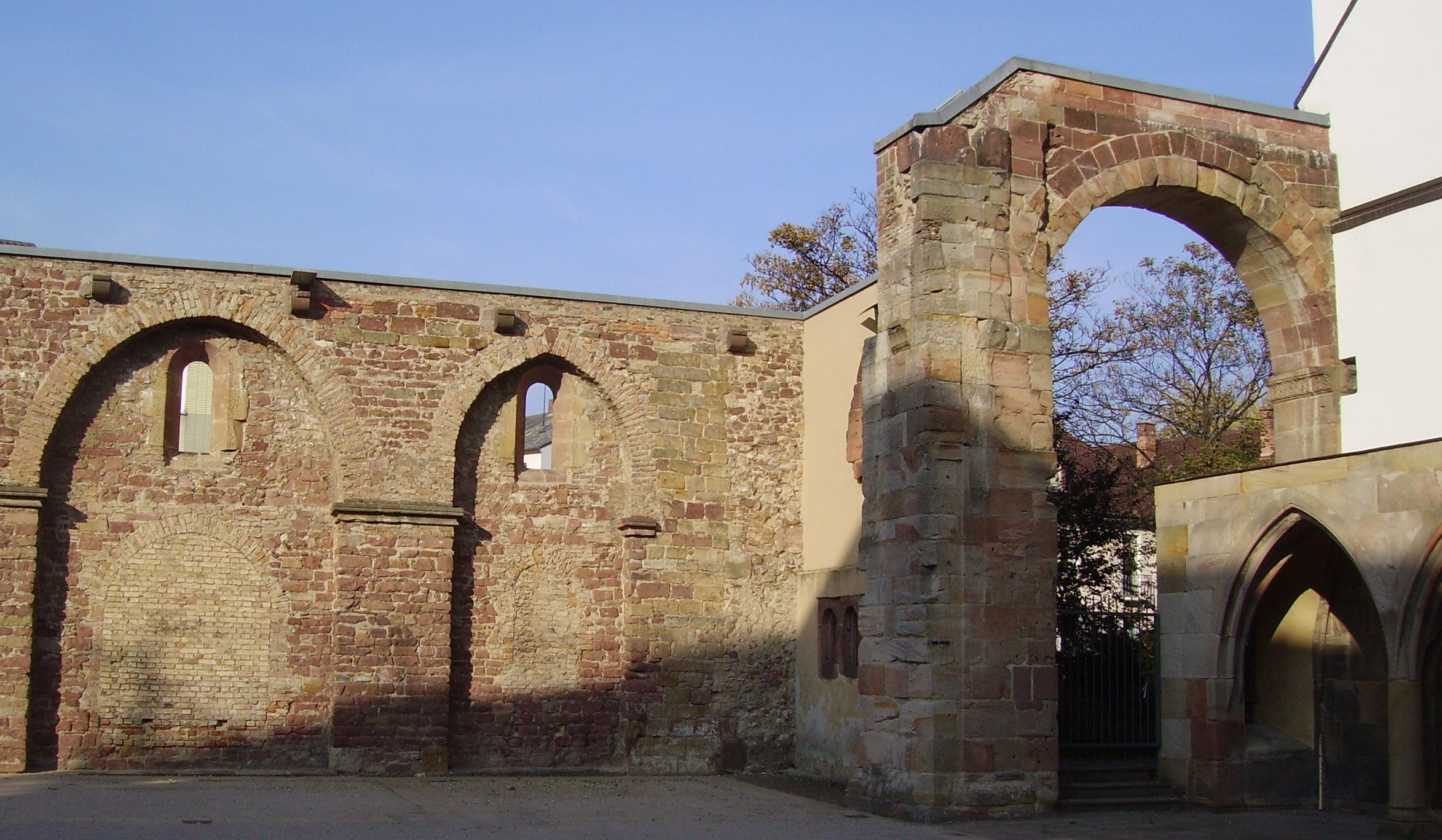
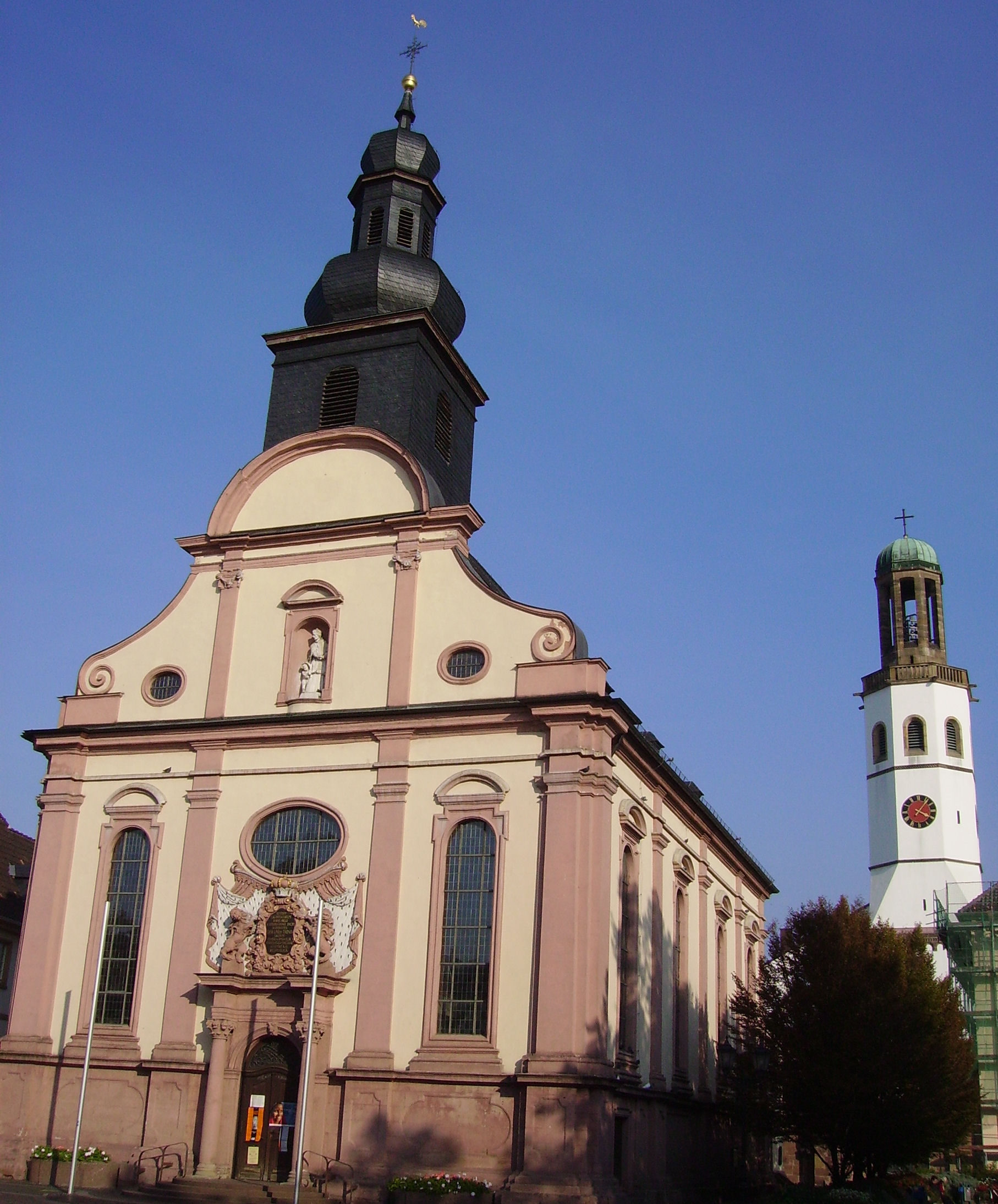

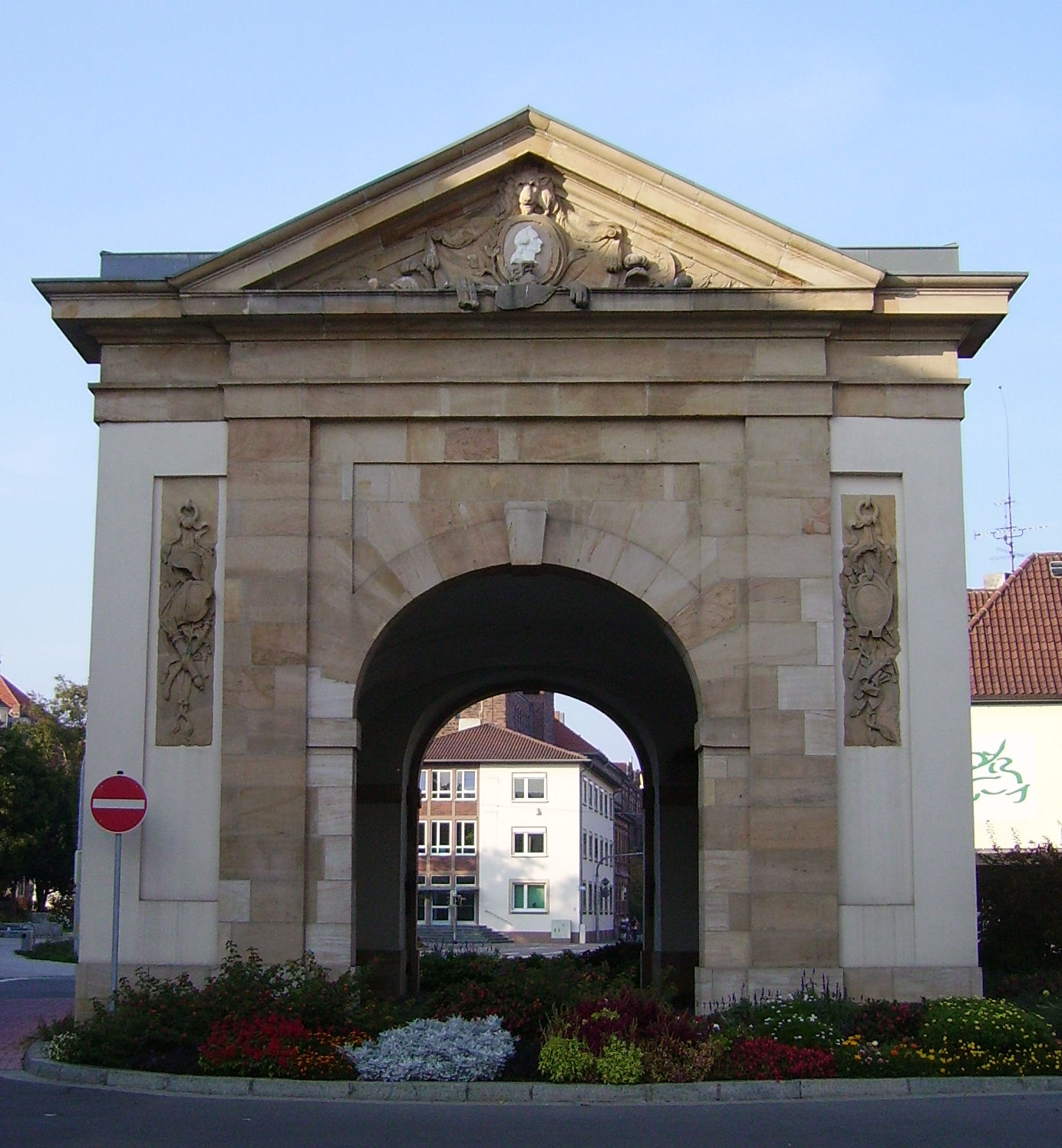
Wormser Tor
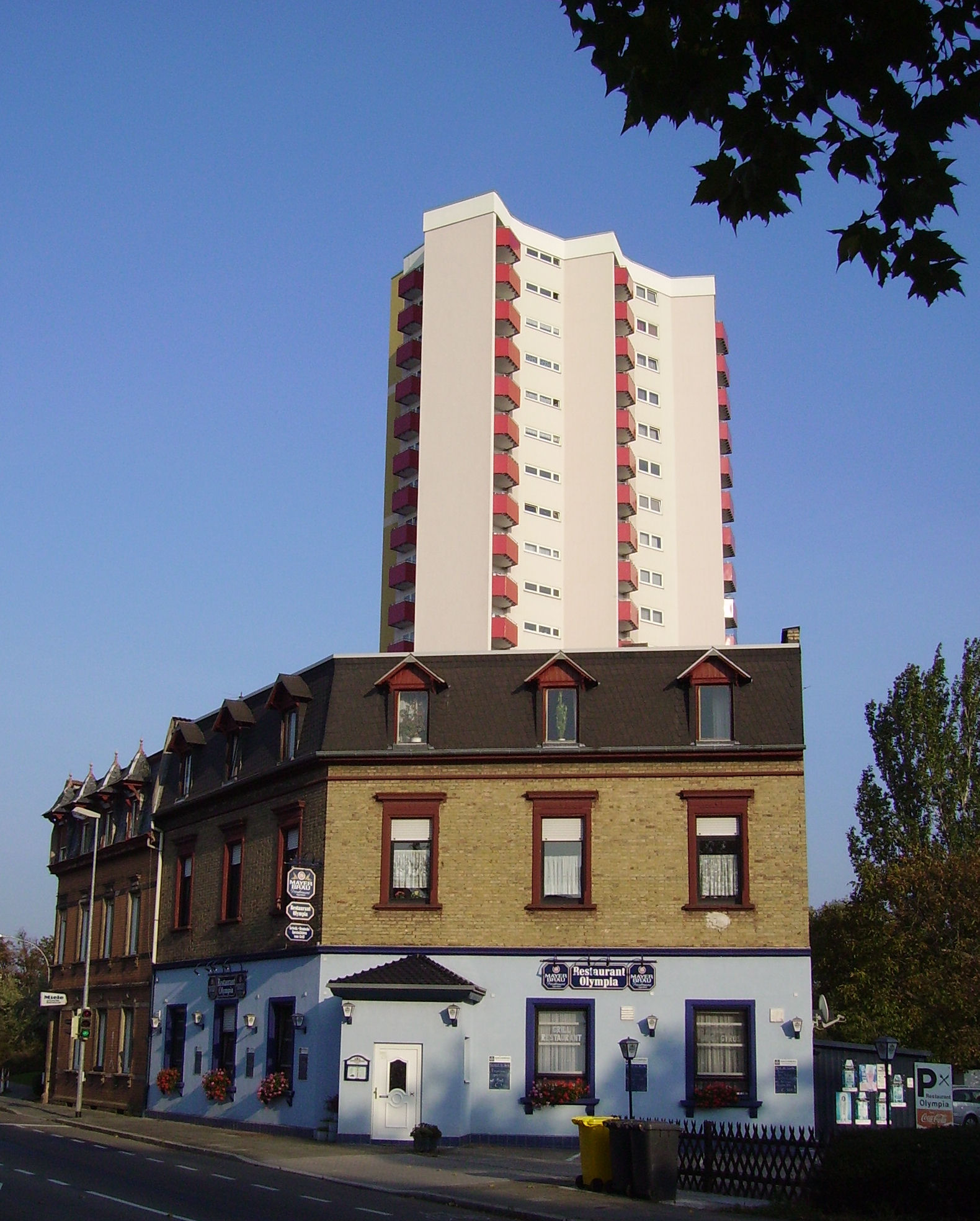